# Dottie Sutcliffe
Dottie Sutcliffe (Johannesburg, 27 settembre 1946) è un'ex nuotatrice rhodesiana.
Specializzata nello stile libero e nel dorso, ha partecipato ai Giochi di Roma 1960, gareggiando nei 100m sl, 100m dorso e nella Staffetta 4x100m mista.